# Andrus Merilo

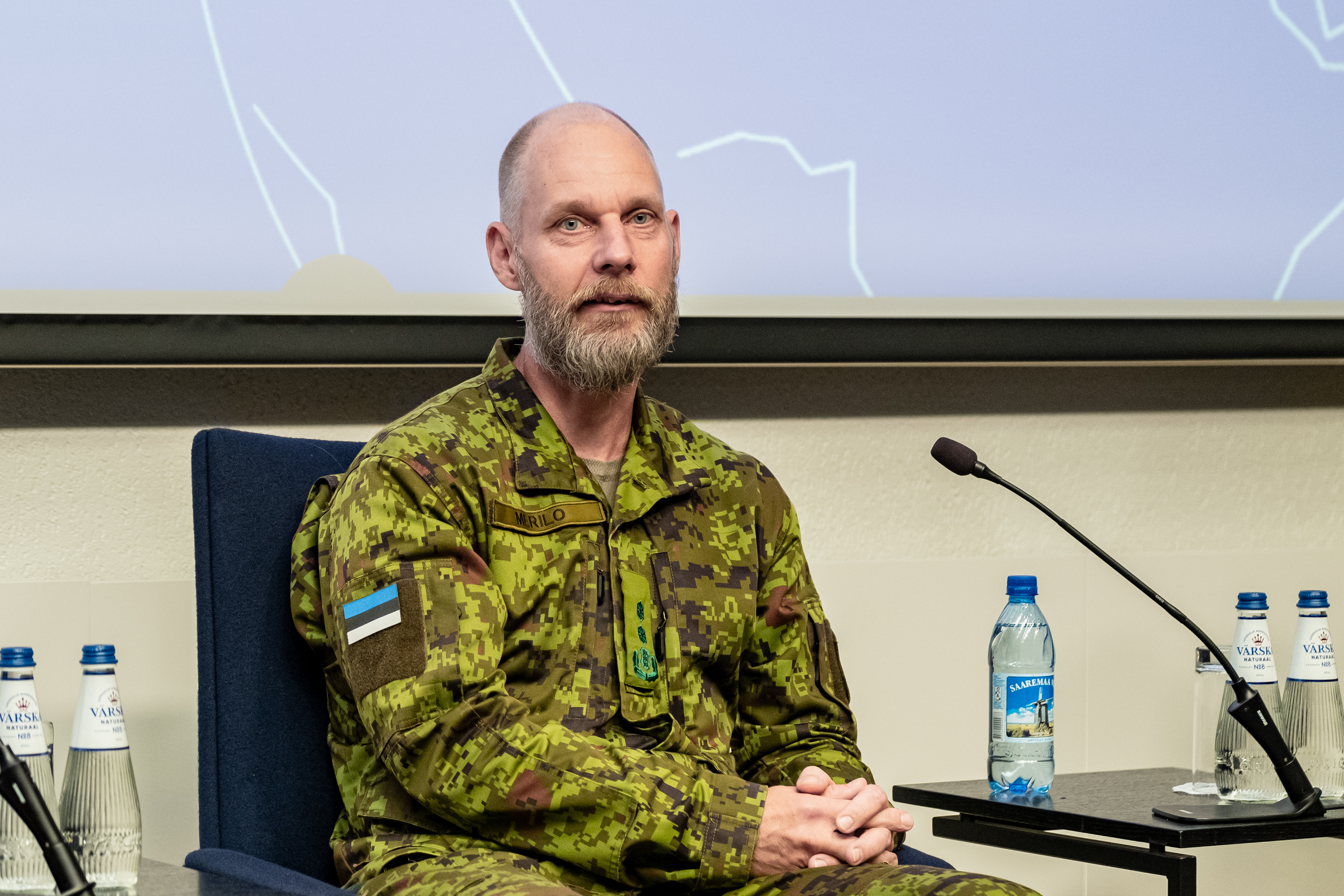
Andrus Merilo (2024)

Andrus Merilo (* 2. Juni 1973 in Tallinn) ist ein estnischer Offizier im Range eines Generalleutnants. Seit dem 1. Juli 2024 ist er der Befehlshaber der Streitkräfte seines Heimatlandes.

## Leben
Andrus Merilo wurde 1973 in Tallinn, der Hauptstadt der damaligen Estnischen SSR, geboren.

### Militärische Laufbahn
Beförderungen
- Fähnrich (1999)
- Leutnant (2002)
- Oberleutnant (2003)
- Hauptmann (2006)
- Major (2010)
- Oberstleutnant (2015)
- Oberst (2020)
- Brigadegeneral (2024)
- Generalmajor (2024)
- Generalleutnant (2025)

Merilo begann seinen Dienst bei den Estnischen Verteidigungsstreitkräften 1992 als Wehrdienstleistender beim Kuperjanov-Infanteriebataillon. Später entschied er sich für eine Ausbildung zum Offizier und absolvierte 2002 die Maanpuolustuskorkeakoulu (die finnische Militärakademie). In den 2010er Jahren folgten Aufbaustudien in den Vereinigten Staaten.
Nach seiner Offiziersausbildung diente Merilo auf verschiedenen Positionen beim Scout-Bataillon. Von dort wechselte er 2010 zum Stab des estnischen Heeres und 2011 in den Stab der 1. Infanteriebrigade. Ab April 2013 war er Kommandant des Scout-Bataillons. Im Jahr 2021 übernahm er das Kommando über die 1. Infanteriebrigade. Darüber hinaus diente er bei der Friedenssicherungsmission im Libanon sowie bei internationalen Missionen im Kosovo, in Afghanistan und im Irak.
Nach der etwas überraschenden Rücktrittsankündigung von Martin Herem wurde Andrus Merilo von der estnischen Regierung im Februar 2024 als dessen Nachfolger auserkoren. Noch im selben Monat wurde er zum Brigadegeneral befördert und übernahm kurz darauf den Posten des stellvertretenden Befehlshabers der estnischen Streitkräfte. Auf diesem wurde Merilo am 18. Juni 2024 zum Generalmajor befördert. Einige Tage später übernahm er von General Herem den Oberbefehl über die Estnischen Verteidigungsstreitkräfte. Am 20. Juni 2025 wurde Merilo zum Generalleutnant ernannt.